# Johanniterwald
Johanniterwald este o arie protejată (sit de importanță comunitară — SCI, arie de protecție specială avifaunistică — SPA) din Germania întinsă pe o suprafață de 57,55 ha, integral pe uscat.

## Localizare
Centrul sitului Johanniterwald este situat la coordonatele 48°12′21″N 7°44′21″E / 48.2058°N 7.7392°E.

## Înființare
Situl Johanniterwald a fost declarat arie de protecție specială avifaunistică în martie 2001 pentru a proteja 3 specii de animale. Situl a fost protejat și ca sit de importanță comunitară în martie 2001.

## Biodiversitate
Situată în ecoregiunea continentală, aria protejată nu include niciun habitat protejat.
La baza desemnării sitului se află mai multe specii protejate de  păsări (3): ciocănitoarea de stejar (Dendrocopos medius), ciocănitoare neagră (Dryocopus martius), gaia neagră (Milvus migrans)